# Martín Agüero Ereño
Martín Agüero Ereño (Bilbao, 3 de febrero de 1902-Bilbao. 11 de julio de  1977) fue un torero español.

## Biografía
Nació en Bilbao el 3 de febrero de 1902 en el número 43 de la calle San Francisco (el resto de los hermanos en el número 19), siendo el primogénito de siete hermanos. Su padre, Martín Agüero natural de Tormantos, La Rioja, y su madre Rosario Ereño nacida en Munguía, Vizcaya, tuvieron siete hijos: Martín, Rafaela, Lucrecia, José Manuel, José, María Ángeles y Andrés.

### Familia numerosa de toreros
Los Agüero han sido la familia taurina más fecunda de todas las del país vasco.
Martín Agüero fue el primer miembro de una familia de toreros con gran solera y popularidad en Bilbao. Tres de los cuatro hermanos varones Agüero Ereño fueron toreros: El propio Martín destacado matador de toros, Manolo Agüero, novillero puntero y finalmente banderillero y José Agüero novillero, mutilado en la guerra civil española. El cuarto hermano varón, Andrés, fue padre del novillero mexicano Martín Agüero González. 
Por parte del matrimonio de su hermano Manolo estuvo emparentado con varios toreros bilbaínos. Manolo se casó con Teresa Diez Espadas que era hermana de Luis Díez (novillero y banderillero bilbaíno, fallecido en 1949 como consecuencia de una cogida en una novillada celebrada tres meses antes de su muerte) y Alfredo Diez, novillero y banderillero; y tía del novillero de nombre taurino “Julio Espadas” (hijo de su hermano Julio Díez Espadas).
La hermana menor, María Ángeles Agüero, se casó con el matador de toros mexicano Fermín Rivera Malabehar. María Ángeles fue madre del matador mexicano Curro Rivera Agüero y abuela de los matadores mexicanos Rafael Rivera y Fermín Rivera Agüero. Desde el fallecimiento su esposo, en 1991, y hasta su defunción en 2010, fue propietaria del rancho y ganadería de reses bravas La Alianza, en Ojuelos de Jalisco, Estado de Jalisco, México. 

### Vida taurina

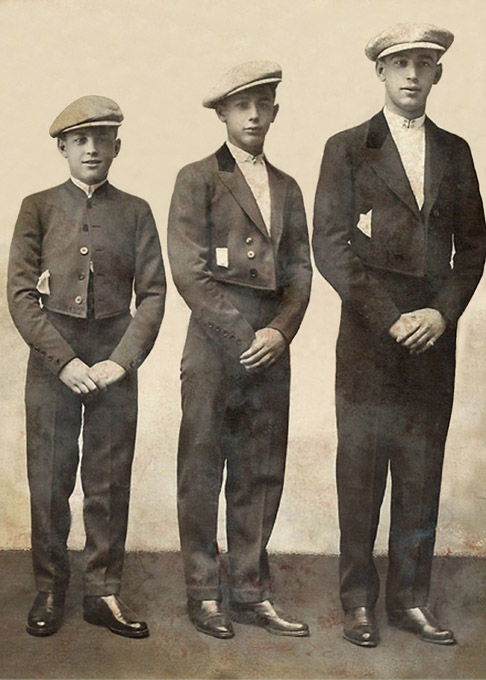
Los tres hermanos Agüero toreros en 1925. José, Manolo y Martín con 12, 15 y 23 años

Martín ejecutaba la suerte suprema con extraordinaria decisión y valentía y técnica de eficacia y efectos fulminantes en gran parte de sus estocadas. Fue conocido como "El rey del volapié" cuando la suerte de matar era prioritaria para el público y determinante en el éxito final de la corrida. Fue considerado por muchos el mejor estoqueador de la década de 1920. Esto tiene especial relieve debido a que en ella se encontraban excepcionales y parte de los mejores "estoqueadores" que han existido, tales como: Diego Mazquiarán "Fortuna", Nicanor Villalta, el mexicano Luis Freg y el propio Martín Agüero. 
Martín actuó en la Plaza Vista Alegre de Bilbao en 32 corridas de toros con 67 reses estoqueadas. En las agosteñas Corridas Generales de Bilbao intervino en 18 ocasiones (36 toros), entre ellas 6 corridas de miura. Fuera de feria toreó 14 corridas (31 toros). 

### Los inicios
Debutó como sobresaliente el 1 de agosto de 1919 en la desaparecida Plaza de Toros de Indauchu (Bilbao), en el festejo que actuaron Luis Gómez “Agualimpia” e Isidoro García “Jaro” con cuatro novillos de Villagodio, Como espada se inició en  la Plaza de toros de Vista Alegre de Bilbao en una novillada económica el 30 de noviembre de 1919.
En 1920 y 1921 actúa en los ruedos de Vizcaya, Navarra, Aragón, La Rioja y alguna de Francia. 
El 19 de julio de 1922 se presentó en Zaragoza alternando con Julio Garial y Lagartito con novillos, sin caballos, de Antonio Luis Encinas. Debutó con picadores en la Plaza de toros de Las Arenas (Barcelona) el 19 de septiembre de 1922 alternando con Torquito III y Luis Suárez (Magritas). 
La temporada de 1923 la comenzó en Barcelona el 18 de marzo estoqueando novillos de Bartolomé, alternando con Fuentes Bejarano y José Belmonte.  Se presentó en Madrid el 23 de junio de 1923 en la Plaza de toros de la carretera de Aragón, precedido de gran fama como estoqueador, con novillos de Esteban Hernández alternando con José Belmonte y Pepe Posadas. Su novillo de presentación se llamó "Tempranero". Terminó la temporada el 27 de octubre en Valencia, con novillos de Hidalgo, con Manuel Martínez y Litri. En 1923 toreó 36 novilladas en España, sin contar las de Andalucía. 
En 1924 comenzó la temporada en Barcelona los días 16 y 23 de marzo. En abril toreó: en Madrid, Burdeos y Zaragoza, En mayo: Valencia, Zaragoza, Madrid y Valencia. En junio: Málaga, Bilbao, Alicante y Valencia. En julio: Málaga, Madrid, Alicante y Valencia. En agosto: Valencia, Huelva, Castro Urdiales, Tafalla y Tarazona de la Mancha que fue su despedida de novillero. En 1924 actuó en 24 novilladas.

#### Alternativa
Tomó la alternativa en Málaga el 31 de agosto de 1924, con reses de Felipe de Pablo Romero y con Manuel Jiménez "Chicuelo" de padrino y Luis Fuentes Bejarano de testigo. El toro de la alternativa fue "Sotillo", chorreado en verdugo. Debutó como matador de toros en Bilbao el 7 de septiembre con reses del Conde de la Corte, alternando con José Roger "Valencia" y Antonio Posada. Martín cortó una oreja al primero y las dos y el rabo del segundo y fue llevado a hombros hasta su domicilio en el número 19 de la calle San Francisco, situado a 1 km de la plaza de toros de Vista Alegre. En 1924 actuó en 9 corridas de toros.
Confirmó su alternativa en Madrid el 7 de junio de 1925 alternando con Ricardo Anlló "Nacional" y Gitanillo de la Ricla con toros de Antonio Pérez de San Fernando. Durante 1925 toreó 35 corridas y fue el torero revelación por sus éxitos y la importancia de las plazas en los que se obtuvieron.
Los años1926 y 1927 fueron los mejores de su carrera, la máxima actualidad taurina y el estoqueador cumbre del momento por su facilidad, dominio y enorme arrojo y valor. La suerte de matar para Martín era algo instintivo y natural. La suerte suprema encontró en Martín uno de sus más formidables, eficaces y portentosos ejecutantes. Decenas de toros matados de otros tantos volapiés, cruzándose siempre y saliendo airoso. Es un hecho reconocido estadísticamente que Martín mató de una sola estocada al 75% de los toros a los que se enfrentó. En 1926 toreó 50 corridas de toros y fue el cuarto en el escalafón de matadores. En 1927 intervino en 56 corridas de toros, 6 de ellas en México y fue el tercero en el escalafón de matadores en España. 
En 1928 sufre dos graves cornadas, una en Madrid y la otra en Bayona (Francia), teniéndole entre ambas alejado de los ruedos dos meses largos. El 20 de mayo de 1928 torea en Madrid la sexta corrida de abono con reses de Herederos de Hernández actuando con Luis Fuentes Bejarano y el venezolano Julio Mendoza. El toro corrido en quinto lugar a la salida de un muletazo le prendió en el muslo izquierdo y le dio un puntazo en el pie del mismo lado. Reaparece en Burgos el 29 de junio con toros de Francisco Villar, resintiéndose de la herida al matar el quinto toro. El 9 de agosto en Bayona un toro de Lamamie Clairac le vuelve a coger gravemente y le tiene un mes fuera de los ruedos. Al final de 1928 termina con merma evidente en sus facultades para correr delante de los toros. En 1928 toreó únicamente 19 corridas. 
En 1929 se mantiene en los ruedos pero con sus condiciones físicas muy mermadas para moverse delante de los toros, comenzando así su decadencia taurina. En 1929 toreó 21 corridas. 
El 21 de septiembre de 1930, con apenas 28 años de edad, marca su adiós de los ruedos en la primera corrida de la feria de Logroño con reses de Carmen de Federico y alternando con Antonio Márquez y el mexicano Heriberto García Espejel, cortando Martín la que sería su última oreja. En 1930 actuó en 18 corridas. 

#### Trofeos destacados

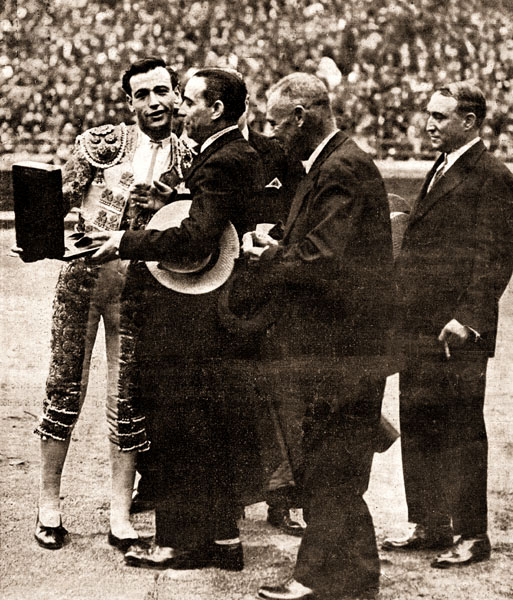
Entrega en Bilbao a Martín Agüero de la Oreja de oro corrida de la Prensa, Madrid, de 1926

En 1926 y 1927 fue ganador de la Oreja de Oro de la corrida de la Prensa de Madrid, organizadas por la Asociación de la Prensa de Madrid. En aquellos años, este trofeo era considerado como el máximo galardón taurino del año. Martín donó La Oreja de Oro de 1926 a la Virgen de Begoña, patrona de Vizcaya. 

### Víctima de la fiesta
El 20 de mayo de 1928 torea en Madrid la sexta corrida de abono con reses de la ganadería Herederos de Hernández actuando con Luis Fuentes Bejarano y el venezolano Julio Mendoza. El toro lidiado en quinto lugar de nombre “Aceitero” (marcado con el número 6, de pelo negro, cuatreño, alto de agujas y mansurrón) a la salida de un muletazo le prendió en el muslo izquierdo y le dio un puntazo en el pie del mismo lado. Este puntazo, sin importancia aparente (la herida que fue calificada por el Dr. Segovia de pronóstico “menos grave”), fue el origen de la invalidez para lidiar toros al interesarle el nervio ciático y no terminar nunca de curarse totalmente la herida. La convalecencia dura más de un mes. Reaparece en Burgos el 29 de junio con toros de Francisco Villar, resintiéndose de la herida al matar el quinto toro. El 9 de agosto en Bayona (Francia) un toro de Lamamie Clairac le vuelve a coger gravemente y le tiene un mes fuera de los ruedos. Al final de 1928 termina con señales evidentes de merma en sus facultades físicas para andar y correr delante de los toros, que le produjeron las cogidas y operaciones sufridas.
Las secuelas de la cogida del 20 de mayo de 1928 en Madrid fueron demoledoras al no curarse nunca totalmente la herida del pié izquierdo. Mermaron las facultades de Martín mientras siguió toreando y retirándole, de hecho, a finales de 1930, con tan sólo 28 años. Y con el tiempo; sin las dos piernas, en silla de ruedas. 
En 1931 sufre varias operaciones en las que le amputan ¡los cinco dedos del pie izquierdo! quedando imposibilitado para correr y con serias dificultades para andar.
El 25 de julio de 1931, la revista El Clarín informaba que “Martín Agüero ha quedado inútil para el toreo”. En la noticia indicaba que en marzo de ese año le habían amputado un dedo del píe izquierdo y que después por haberse producido la gangrena en el resto de los dedos, se procedió a la amputación de los dedos restantes, quedando a causa de ello, inútil para seguir toreando. El cronista decía:
“Hoy lamentamos sinceramente que la enfermedad no haya podido ser vencida por la ciencia, y que la fiesta pierda con Martín Agüero al rey del volapié, al magno artífice de la estocada, al que con mayor pureza, estilo y valor solía practicar la suerte. El bilbaíno destacó notablemente en este momento cumbre de la brava fiesta. Como torero fue uno de los que con mayor propiedad podíamos considerar como toreros “machos”. Valeroso hasta la exageración, se ceñía hasta o inverosímil, y sus lances producían el escalofrío que suelen producir las grandes obras de arte…” 
Aun así, con las limitaciones para andar e imposibilitado para correr, en enero de 1933 se probó con becerras en casa del ganadero salmantino Victorio Martínez para ver si podía volver a torear. 
El 1 de febrero de 1933, Martín envió una carta a Siro de Retana, cronista taurino de El Liberal (Bilbao), comunicándole su retirada definitiva de los toros, tras haber probado infructuosamente en las plazas de tientas salmantinas.
La carta decía lo siguiente:
```
     “Mi más estimado amigo: Como te dije en mi anterior, te escribo dando noticias con el resultado de mi prueba para ver si podía seguir toreando. Desgraciadamente, la noticia que te voy a dar es mala: tu amigo Martín Agüero no puede volver a vestir el traje de luces.
     Figúrate, amigo: qué dolor tan grande para mí. Joven, inútil para mi profesión y con la afición tan grande que yo tenía, me veo todas mil ilusiones perdidas para siempre.
     Te voy a contar cómo ha sido la prueba. Unos amigos me habían invitado  a pasar el día en el campo, en San Fernando (nota: finca del condado de Salamanca), donde iban a tentar unas becerras en casa de un ganadero sin asociar, que se llama Victorio Martínez, quien tiene una punta del ganado de lo del duque de Tovar. Pues bien; allí fui vestido de corto y con mi capote y muleta. Figúrate cómo estaría yo, pues de resultar lo que yo pensaba iba otra vez a vestir el traje de luces.
     Una vez que soltaron la primera becerra, por cierto muy brava, la toreé con el capote sin moverme; le di unos cuantos lances, pero cada vez la becerra iba ganando terreno, y como no podía correr o irme, que es lo que hay que hacer, me metió el pitón por una pierna y me dio una voltereta. Aquí saqué en consecuencia que no podía ser; pero no me asusté y quise torearla con la muleta, después de ser tentada, y el resultado fue peor, pues estaba quedada un poco y había que torearla sobre las piernas. Le daba un muletazo, y en el segundo me cogía o me achuchaba.
     Ya no quise probarme más y dejé que tentaran unas cuantas; y cuando salió una buena pedí de nuevo que me la dejaran torear para ver si podía con ella, y me volvió a ocurrir lo mismo.
     En fin, amigo; esto es lo que me obliga a dejar mi profesión. No puedes figurarte cómo estoy, pues ni duermo, ni descanso: todo el día me lo llevo pensando qué va a ser de mí, que tanto he luchado en la vida.” Cita requerida (Los toros en Bizkaia diputación) (el clarín 25 de febrero de 1933, pág. 3)
```

No terminó aquí su infortunio de Martín, porque hubo de someterse a la amputación del pie y, más tarde, el 12 de agosto de 1949, en el Sanatorio de Toreros (Madrid), el doctor Jiménez Guinea no tuvo más remedio que amputarle la pierna izquierda por su tercio medio.
Si esta desgracia no fuera suficiente, en febrero de 1973 también hubo que amputarle la otra pierna que le quedaba, la derecha, desplazándose hasta a su muerte en una silla de ruedas. El toro “Aceitero”, el 20 de mayo de 1928 en Madrid si no causó la muerte del hombre si la del torero, ya que tras dos años de odisea, la fiesta quedó privada de uno de los mejores estoqueadores conocidos.

#### Martín tras la retirada
Tras el anuncio de su retirada en febrero de 1933, se programaron dos corridas de toros (Madrid y Bilbao) a beneficio de Martín. La primera se celebró el 8 de junio en  Madrid lidiándose 8 toros (4 de Julián Fernández y 4 de Clairac) para Nicanor Villalta, Fermín Espinosa "Armillita Chico", Domingo Ortega y Fernando Domínguez. La segunda en Vista Alegre de Bilbao el domingo 18 de junio de 1933, estaba anunciada para el jueves 15 pero se suspendió por lluvia, lidiándose 6 toros de Vicente Martínez, de Colmenar Viejo, para Chicuelo, Vicente Barrera y Fernando Domínguez. 
Martín ejerció como asesor taurino de la Presidencia de Plaza de toros Vista Alegre de Bilbao durante veinticuatro años.
En 1973 por iniciativa de la Junta Administrativa de Plaza de toros de Vista Alegre de Bilbao, el Club Cocherito de Bilbao y el Club Taurino de Bilbao se le dedicó un festival homenaje con la participación de Julio Aparicio, Miguel Báez "El Litri", Antonio Ordóñez, Manolo Vázquez, Pedro Martínez "Pedrés", y Manuel Alonso "Herrerita".
En 1978 Fermín Rivera Malabehar trajo de México una estatua en bronce, obra del escultor azteca Raimundo Cobo, que perpetúa una de sus grandes estocadas. Estuvo emplazada durante años en la entrada principal de la Plaza de toros de Vista Alegre de Bilbao. En 2025 se encuentra en el Museo de esta plaza. 

### Música
El pasodoble "Agüero", que lleva su nombre, fue compuesto por el maestro José Franco y Ribate y es un habitual en todos los grandes cosos de España y un clásico habitual en las Corridas Generales de la Semana Grande de Bilbao. 

### Bilbao y Martín Agüero
Bilbao, su ciudad, le dedicó la calle "Martín Agüero" para quien supo colocar el nombre de Bilbao en tan alta posición por toda la geografía taurina. En el número 1 de la calle Martín Agüero se ubica la Plaza de toros de Vista Alegre de Bilbao. 
Martín falleció en Bilbao el 11 de julio de 1977 a los 75 años de edad. 